# Jean Cugnot
Jean Cugnot (* 3. August 1899 in Paris; † 25. Juni 1933 in Vincennes) war ein französischer Bahnradsportler und Olympiasieger.

## Werdegang
1923 gewann Jean Cugnot das Sprint-Turnier Grand Prix de Paris bei den Amateuren, im Jahr darauf belegte er bei diesem Rennen Platz zwei und beim Grand Prix de l’UVF Platz drei. 1924 startete er in zwei Disziplinen bei den Olympischen Spielen in Paris. In Tandemrennen errang er gemeinsam mit Lucien Choury die Goldmedaille, im Sprint Bronze.
Anschließend wurde Cugnot Profi und startete u. a. bei 13 Sechstagerennen. Am 23. Juni 1933 stürzte Jean Cugnot bei einem Rennen auf dem Vélodrome de Vincennes schwer und starb wenige Tage später an den Folgen eines Schädelbruchs.
Sein Tod war Anlass für den französischen Radsportverband Union Vélocipédique Française (UVF), für Bahnfahrer ab 1. August 1933 und für Straßenfahrer ab 1. Januar 1934 die Sturzkappenpflicht einzuführen.